# 閻倬
閻倬（1494年—1539年），字允章，號山泉，陝西鳳翔府隴州（今陝西隴縣）人，官籍，明朝政治人物。

## 生平
正德十四年（1519年）己卯陝西鄉試第六十一名舉人。嘉靖八年（1529年）中式己丑科會試第七十七名，登第三甲第一百二十六名進士。除知山西聞喜縣，嘉靖十四年（1535年）轉戶部主事，分理通州倉，十五年总理三河大壩草場，十六年督饷固原，事竣歸省，以母疾乞休养病。十八年三月病卒，年四十六。

## 家族
曾祖閻秀，贈都察院右副都御史；祖父閻璿，宣德乙卯舉人，曾任教諭贈都察院右副都御史；父閻仲宇，曾任太子太保兵部尚書贈太子太傅。前母仲氏（贈淑人）；母袁氏（封淑人）。兄儒、佑、傅、俸。